# La mosca
La mosca (títol original: The Fly) és una pel·lícula de l'any 1986 dirigida per David Cronenberg, i protagonitzada per Jeff Goldblum juntament amb Geena Davis i John Getz. Ha estat doblada al català.
Aquesta pel·lícula és un remake de la pel·lícula de 1958 The Fly dirigida per Kurt Neumann. Al seu torn, aquesta versió va tenir una segona part anomenada La mosca 2 (The Fly II) el 1989.

## Argument
En una convenció, el científic Seth Brundle (Jeff Goldblum) coneix la periodista Veronica Quaife (Geena Davis), a qui li convenç de visitar la seva casa-laboratori, on ha desenvolupat un dels invents potencialment més grans de la història de la ciència: dues cabines anomenades "Telepods", capaços de teleportar objectes d'una cabina a una altra instantàniament. Tot i que les mateixes són impossibles de transportar éssers vius, un comentari de la Veronica (qui inici una relació sentimental amb en Brundle) inspira al científic, el qual reprograma la seva computadora perquè "pensi creativament" al transportar matèria viva; solucionant l'últim escull en el seu invent.
Però, la Veronica fuig intempestivament de la casa d'en Brundle per confrontar el seu editor i exparella, Stathis Borans (John Getz), qui assteja la Veronica i intenta convèncer-la de recomençar la seva relació, amenaçant de fer públic el projecte d'en Brundle tot i que inicialment ho havia considerat un frau. La decisió de la Veronica confon i engeloseix en Brundle, que s'emborratxa i decideix teleportar-se ell mateix en la seva absència per donar-li una lliçó. Aquesta teleportació, aparentment, resulta reeixida, però, en Brundle, arran de la seva embriaguesa, no es va adonar d'una anomalia durant la prova; aquesta anomalia i el nou algoritme de la computadora, generen una situació dramàtica per al científic i el seu entorn.

## Al voltant de la pel·lícula
Una de les moltes entusiastes afirmacions "filosòfiques" de Brundle durant la pel·lícula és molt semblant a la coneguda paràbola de Zhuangzi, filòsof taoista xinès més conegut com a Chuang Tzu:
La paràbola de Zhuangzi diu: “Vola alegrement; era una papallona molt contenta de ser. No sabia que era Zhuangzi. De sobte, es desperta. Era Zhuangzi i es va sorprendre de ser-ho. Ja no li va ser possible saber si era Zhuangzi qui somiava ser una papallona, o era una papallona que somiava ser Zhuangzi.” Així mateix, l'expressió d'en Seth és: “Sóc un insecte que va somiar que era home i li va fascinar, però el somni va acabar i l'insecte ha despertat.”
En un episodi especial de Halloween, de la sèrie Els Simpson (Treehouse of Horror VIII), hi ha un homenatge en clau humorística molt a l'estil de la sèrie que es correspon més a la versió del 1958 de Kurt Neumann. En aquest episodi, Homer Simpson adquireix un teletransportador i Bart s'hi introdueix deliberadament amb una mosca amb la intenció de convertir-se en el superheroi "Supermosca". El resultat, d'una banda, és Bart amb cap de mosca, i de l'altre, una mosca amb el cap de Bart.
En un episodi de la segona temporada de Johnny Bravo, Carl fabrica uns teletransportadors en què Johnny i una mosca es fusionen, donant com a resultat a Johnny amb cap de mosca i la mosca amb cap de Johnny, però al final, Carl es veu embolicat en la fusió i en surten tots tres amb característiques de mosca, essent aquesta última qui diu: "—Ha estat un episodi estrany i desconcertant—".
A la sèrie Els Padrins Màgics, hi ha un episodi que vincula a Timmy Turner com una mosca.
La pel·lícula sembla estar basada en les històries La mosca de George Langelaan i La metamorfosi de 1915, de Franz Kafka.